# Amer (film)
Pour les articles homonymes, voir Amer.
Pour plus de détails, voir Fiche technique et Distribution.
Amer est un giallo postmoderne franco-belge écrit et réalisé par Hélène Cattet et Bruno Forzani et sorti en 2009, en salles en France le 3 mars 2010 et en Belgique le 28 avril 2010. 
Dans sa forme, le film joue constamment avec l'imagerie des films d'horreur italiens et plus particulièrement du genre du giallo. Le film évoque des cinéastes allant de Mario Bava à Massimo Dallamano, en passant par Dario Argento ; sans toutefois être un hommage à ces derniers, selon les réalisateurs.

## Synopsis
L'évolution de la vie sexuelle tourmentée d'Ana, de son enfance à l'adolescence, jusqu'à l'âge adulte.

## Fiche technique
- Titre : Amer
- Réalisation : Hélène Cattet, Bruno Forzani
- Scénario : Hélène Cattet, Bruno Forzani
- Direction artistique : Alina Santos
- Décors :
- Costumes : Jackye Fauconnier
- Photographie : Manuel Dacosse
- Son : Daniel Bruylandt, Iannis Héaulme
- Montage : Bernard Beets
- Musique : Bruno Nicolai, Stelvio Cipriani, Ennio Morricone, Adriano Celentano
- Production : François Cognard, Eve Commenge : producteurs
- Société(s) de production : Anonymes Films, Canal+, Tobina Film : sociétés de production
- Société de distribution : Wild Side
- Budget :
- Pays d’origine :  France/ Belgique
- Langue : français
- Format : couleur - Super 16mm - 2.35:1 -  Son Dolby numérique
- Genre : giallo
- Durée : 90 minutes
- Dates de sortie :
  -  Suède 23 septembre 2009 (Festival du film fantastique de Lund (en) - Lund Fantastisk Film Festival)
  -  Belgique 4 octobre 2009 (Festival international du film francophone de Namur)
  -  France : 3 mars 2010
  -  Belgique : 28 avril 2010
- Classification CNC : interdiction aux mineurs -12 ans avec avertissement, motivée par « le climat angoissant » et « une scène de lacération avec un rasoir particulièrement difficile à supporter pour un public sensible »[1].

## Distribution
- Cassandra Foret : Ana enfant
- Charlotte Eugène Guibbaud : Ana adolescente
- Marie Bos : Ana adulte
- Bianca Maria D'Amato : La mère
- Harry Cleven : le chauffeur de taxi
- Delphine Brual : Graziella
- Jean-Michel Vovk : le père
- Bernard Marbaix : la dépouille du grand-père

## Bande originale ou chansons du film
1. La Queue du scorpion - seq. 1 (Bruno Nicolai)
2. La Lame infernale (Stelvio Cipriani)
3. La Tarentule au ventre noir (Ennio Morricone, Bruno Nicolai)
4. Boîtes à fillettes (Stelvio Cipriani)
5. Le Grand Kidnapping (Stelvio Cipriani)
6. La Fille qui en savait trop - chanson Furore (Adriano Celentano)

## Distinctions

### Récompenses
décernées à Hélène Cattet et Bruno Forzani :
- 2010 : Grand prix du nouveau talent à CPH:PIX ;
- 2010 : Mention spéciale du prix de la critique au festival du film fantastique de Gérardmer 2010 ;
- 2009 : Prix du public au festival du Nouveau Cinéma ;
- 2009 : Meilleurs réalisateurs au festival du cinéma fantastique de l'université de Málaga ;
- 2009 : prix Noves visions au festival international du film de Catalogne.

### Nominations
- 2011 : Meilleur film au Magritte du cinéma
- 2011 : Meilleure image au Magritte du cinéma

## Réception critique
Amer reçoit en majorité des critiques positives, 11 sur 15 selon le site AlloCiné avec une moyenne de 7,2/10 . Amer est cité par Quentin Tarantino comme l'un de ses films préférés de 2010 .

## Tournage
Le film a été tourné en 39 jours après neuf mois de préparation. La grande bâtisse où se déroule une partie du film se trouve à Menton, sur la Côte d'Azur où furent tournés beaucoup de giallo.